# Messor stoddardi
Messor stoddardi är en myrart som först beskrevs av Carlo Emery 1895.  Messor stoddardi ingår i släktet Messor och familjen myror.

## Underarter
Arten delas in i följande underarter:
- M. s. chicoensis
- M. s. stoddardi

## Bildgalleri